# Женская сборная Гайаны по баскетболу 3×3
Женская сборная Гайаны по баскетболу 3×3 представляет Гайану на международных соревнованиях по баскетболу 3×3. Управляющим органом является Федерация баскетбола Гайаны (англ. Guyana Basketball Federation).
По состоянию на 16 сентября 2024, женская сборная Гайаны по баскетболу 3×3 занимает 114-е место в мировом рейтинге ФИБА женских сборных по баскетболу 3×3.

## Результаты выступлений
| Турнир                           | Золото | Серебро | Бронза | Всего |
| -------------------------------- | ------ | ------- | ------ | ----- |
| Чемпионат Америки (3×3 AmeriCup) | —      | —       | —      | —     |
| Итого                            | —      | —       | —      | —     |

### Чемпионат Америки по баскетболу 3×3 (AmeriCup)
| Год         | Место          | Игры           | Победы         | Поражения      | Состав команды                                                  |
| ----------- | -------------- | -------------- | -------------- | -------------- | --------------------------------------------------------------- |
| Майами 2021 | 9              | 2              | 0              | 2              | Joy Brown, Kesann Charles, Jada Mohan, —                        |
| Майами 2022 | 12             | 2              | 0              | 2              | Kesann Charles, Tamara Hunter, Kennesha Lauline Kere Leacock, — |
| 2023        | не участвовали | не участвовали | не участвовали | не участвовали | не участвовали                                                  |